# Meerkatzen

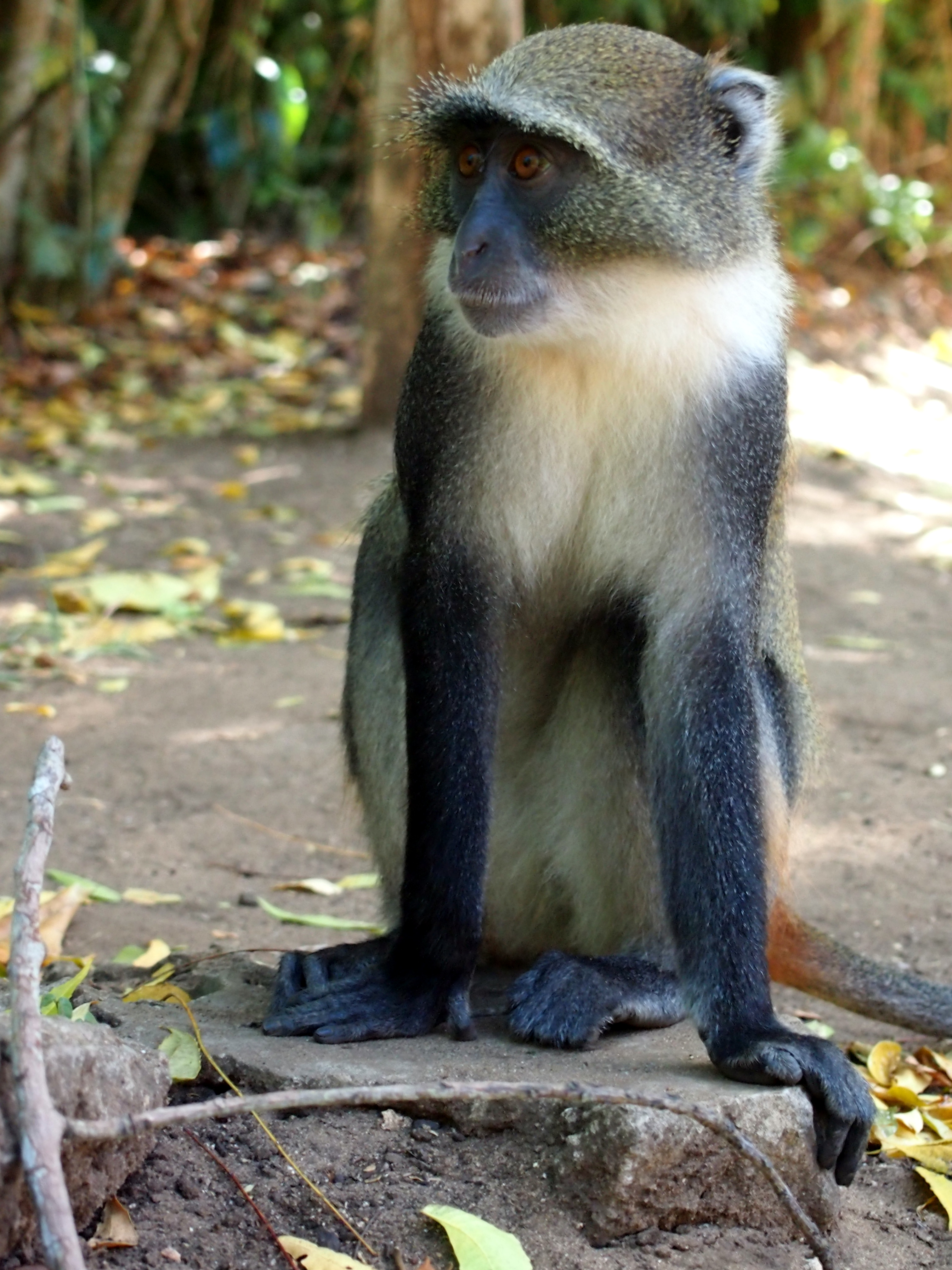
Weißkehlmeerkatze (Cercopithecus albogularis)

Die (Eigentlichen) Meerkatzen (Cercopithecus) sind eine Primatengattung der Meerkatzenverwandten (Cercopithecidae) mit 19 bis 22 Arten. Die Grünen Meerkatzen (Chlorocebus), die Zwergmeerkatzen (Miopithecus) und die Sumpfmeerkatze (Allenopithecus) sind jeweils eigene Gattungen und werden hier nicht behandelt. Meerkatzen sind mittelgroße, vorwiegend baumbewohnende Primaten, die in Afrika südlich der Sahara beheimatet sind. Sie leben in Gruppen und sind Allesfresser, die sich allerdings vorwiegend von Früchten ernähren.

## Merkmale und Namensgebung
Meerkatzen haben einen runden Kopf, einen schlanken Körper, lange hintere Gliedmaßen und einen langen Schwanz. Die Grundfarbe des Fells variiert von gelbgrün über bläulich-grau bis zu rotbraun und schwarz, die meisten Arten haben jedoch Fellzeichnungen im Gesicht, wie einen auffällig gefärbten Backenbart, einen Nasenfleck oder Überaugenstreifen. Meerkatzen erreichen eine Kopfrumpflänge von 32 bis 70 Zentimeter und ein Gewicht von bis zu 12 Kilogramm.
Eine eindeutige Erklärung für den Ursprung des Namens Meerkatze (althochdeutsch merikazza, niederländisch merkatte) gibt es nicht. Nach älterer Deutung wurde sie so genannt, weil sie über das Meer nach Europa gebracht wurde, wie eine Katze klettert und einen langen Schwanz besitzt. Nach jüngerer Deutung entstand der Name aus Sanskrit markaa (Affe). Die ältere Deutung ist wahrscheinlicher, da es Zusammensetzungen mit „Meer“ auch bei anderen Tieren gibt, die über das Meer zu uns gekommen sind, z. B. Meerschweinchen, Meergans (Pelikan). Das im Englischen verwendete Wort Meerkat geht ebenfalls auf die althochdeutsche/niederländische Wortherkunft zurück, bezeichnet dort aber die Erdmännchen.
Die wissenschaftliche Bezeichnung der Gattung, Cercopithecus, ist zusammengesetzt aus altgriechisch πίθηκος píthēkos „Affe“ sowie κέρκος kérkos „Schwanz“ und bedeutet folglich „Schwanzaffe“.

## Verbreitung und Lebensraum
Meerkatzen leben in Afrika südlich der Sahara, ihr Verbreitungsgebiet erstreckt sich von Gambia über den südlichen Sudan bis nach Südafrika. Sie kommen in einer Reihe von Habitaten vor, man findet sie in Regenwäldern, Mangrovenwäldern, aber auch in Savannen. Gänzlich baumlose Gebiete meiden sie jedoch.

## Lebensweise

### Aktivität und Sozialverhalten
Meerkatzen sind geschickte Kletterer und Springer, kommen jedoch des Öfteren auf den Boden. Im Fall einer Bedrohung und zum Schlafen ziehen sie sich auf Bäume zurück. Sie sind tagaktiv, am aktivsten sind sie am frühen Morgen und am späteren Nachmittag und Abend.
Meerkatzen leben in Gruppen, die üblicherweise 10 bis 30 Tiere umfassen, gelegentlich aber aus bis zu 200 Individuen bestehen können. Kleinere Gruppen setzen sich aus einem einzigen geschlechtsreifen Männchen, mehreren Weibchen und deren Nachwuchs zusammen, größere Gruppen auch aus mehreren Männchen. Die meisten männlichen Tiere verlassen nach dem Erwachsenwerden ihre Gruppe, manchmal bilden mehrere dieser Männchen temporäre Wandergruppen. Meerkatzen sind territoriale Tiere, vermeiden jedoch großteils Konflikte mit anderen Gruppen. Manchmal vergesellschaften sie sich mit Mangaben oder Stummelaffen. Meerkatzen kennen eine Vielzahl von Schreien, die andere Gruppen auf das eigene Revier hinweisen sollen, zur Warnung oder zum Finden von Gruppenmitgliedern dienen, aber auch Freude, Schmerz oder Traurigkeit ausdrücken können. Zur Kommunikation verwenden sie auch Grimassen wie das Hochziehen der Augenbrauen oder das Fletschen der Zähne. Meerkatzen begrüßen sich, indem sie ihre Nasen aneinander drücken, und pflegen sich oft gegenseitig das Fell. Sie haben zur Warnung ihrer Gruppenmitglieder vor verschiedenen Gefahrenquellen auch jeweils unterschiedliche Lautfolgen entwickelt.

### Nahrung

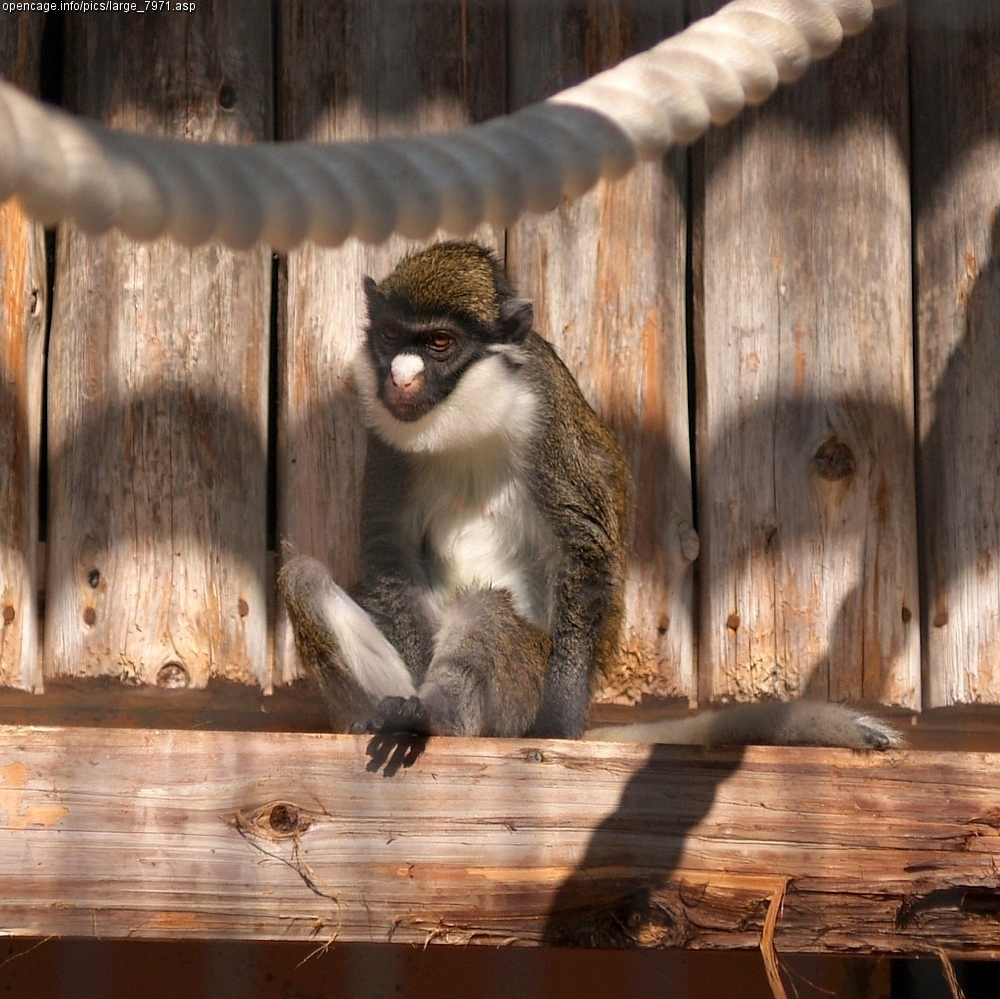
Kleine Weißnasenmeerkatze (Cercopithecus petaurista)

Meerkatzen sind in erster Linie Fruchtfresser, die jedoch auch andere Pflanzenteile und  Fleisch zu sich nehmen. Ihre Nahrung besteht neben Früchten aus Blättern, Blüten, Samen, Vogeleiern, Insekten und kleinen Wirbeltieren (wie Küken oder kleinen Echsen). Sie verstauen oft gefundene Nahrung in ihren Backentaschen, um sie später in Ruhe verzehren zu können.

### Fortpflanzung
Die Geburt von Meerkatzenbabys fällt meist an das Ende der Trockenzeit, sodass die Jungen in der Periode des Nahrungsüberflusses aufwachsen können. In der Regel kommt ein einzelnes Jungtier zur Welt, obwohl Zwillingsgeburten gelegentlich vorkommen. Die Tragzeit beträgt meist fünf bis sieben Monate. Meerkatzenjunge werden im zweiten Lebenshalbjahr entwöhnt und erreichen die Geschlechtsreife mit rund vier bis sechs Jahren. Das höchste bekannte Alter einer Meerkatze betrug 33 Jahre, in der freien Wildbahn liegt die Lebenserwartung bei rund 20 Jahren.

### Natürliche Feinde
Zu den natürlichen Feinden der Meerkatzen zählen große Greifvögel, Schlangen, Paviane und Leoparden, die größte Bedrohung ist jedoch der Mensch.

## Meerkatzen und Menschen

### Etymologie
Der deutsche Name „Meerkatze“ ist seit dem 11. Jahrhundert belegt (spätalthochdeutsch merikazza, von meri + kazza). Zur Herkunft dieses ungewöhnlichen Namens gibt es zwei Hypothesen: Falls es sich um eine ursprünglich deutsche Fügung handelt, so wird vermutet, die Tiere hätten ihren Namen daher, dass sie Katzen ähneln und über das Meer von Afrika nach Europa gebracht wurden. Andererseits ist es möglich, dass der Name ursprünglich mit dem Sanskrit-Wort markata im Zusammenhang steht, was „Affe“ bedeutet. Zwar heißt es auch schon althochdeutsch merikuo („Meerkuh“) für „Robbe“ und meriswīn („Meerschwein“) für „Delphin“, doch sind dies immerhin Meerestiere.
Die niederländische Bezeichnung ist meerkat. In Südafrika kam es allerdings zu einem Bedeutungswechsel: Bis heute wird im Afrikaans und im Englischen eine völlig andere Tierart, das Erdmännchen aus der Familie der Mangusten, so bezeichnet.

### Bedrohung
In manchen Regionen sind Meerkatzen unbeliebt, weil sie manchmal bei der Nahrungssuche Felder und Plantagen verwüsten. Auch als Überträger von Krankheiten wie Gelbfieber sind sie gefürchtet. Zum anderen sind sie manchmal als Labortiere in Verwendung und spielen mit ihrer Fruchtnahrung eine wichtige Rolle bei der Verbreitung der Samen. Der Verlust ihres Lebensraums durch Umwandlung in Ackerland und Viehweiden stellt heute die Hauptbedrohung der Meerkatzen dar, zu einem geringeren Ausmaß kommt die Jagd auf ihr Fleisch hinzu. Die IUCN listet vier Arten (Diana-, Rotbauch-, Westliche Vollbart- und Nigeria-Blaumaulmeerkatze) als stark gefährdet (endangered), erkennt jedoch nicht alle der unten aufgelisteten Arten an.

## Systematik

### Äußere Systematik
Die (Eigentlichen) Meerkatzen bilden zusammen mit den Grünen Meerkatzen, den Zwergmeerkatzen, der Sumpfmeerkatze und dem Husarenaffen die Gattungsgruppe der Meerkatzenartigen (Cercopithecini) oder Meerkatzen im weiteren Sinn.

### Arten

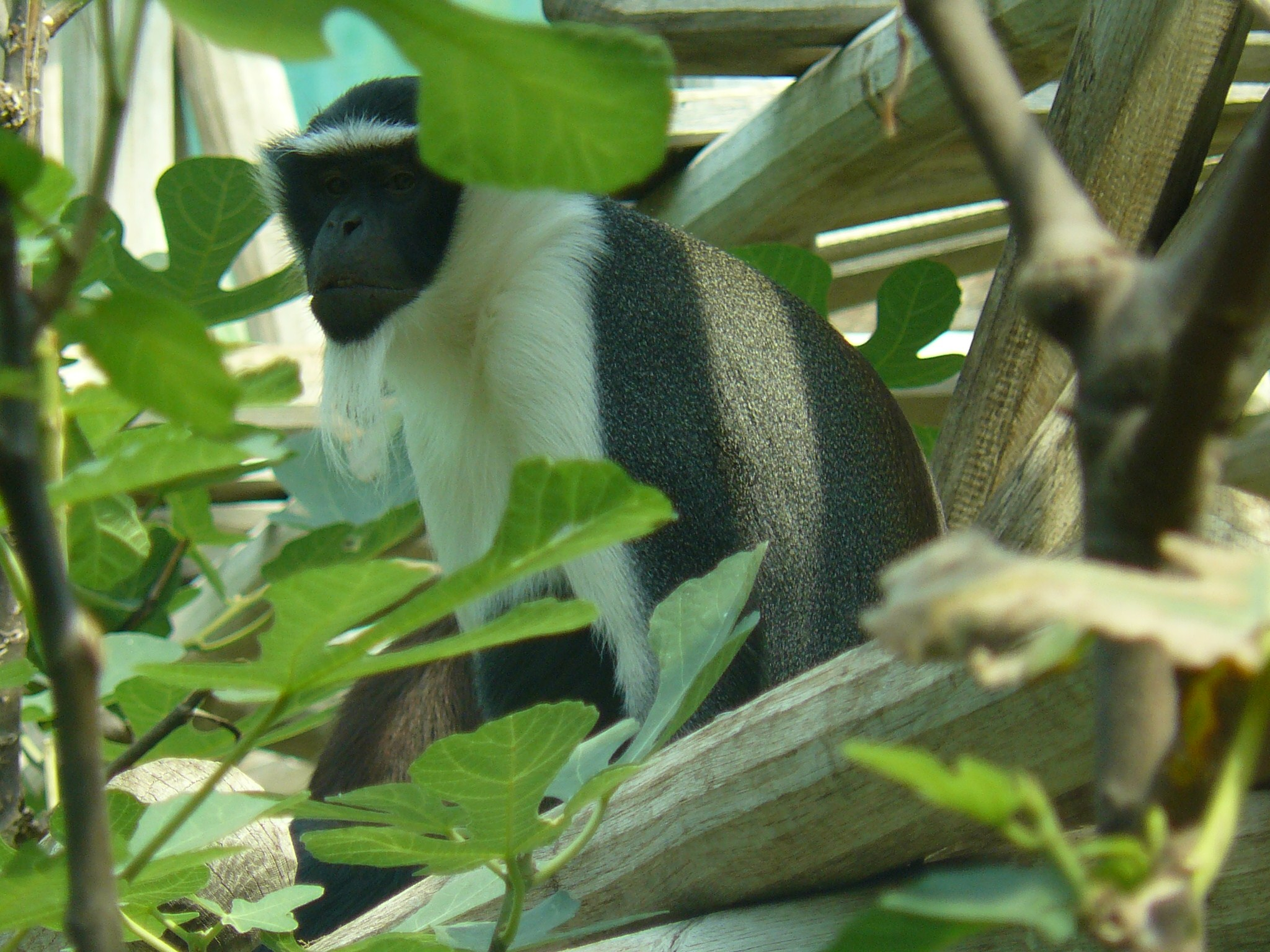
Roloway-Meerkatze (Cercopithecus roloway)

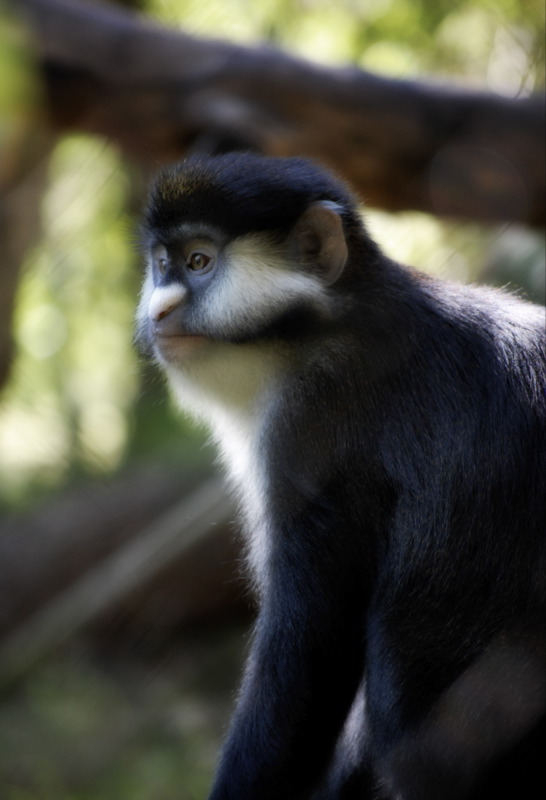
Rotschwanzmeerkatze (Cercopithecus ascanius)

Es werden 19 bis 22 Arten in sechs Artengruppen unterschieden:
- diana-Gruppe
  - Dianameerkatze (C. diana)
  - Roloway-Meerkatze (C. roloway)
- mitis/nictitans-Gruppe
  - Große Weißnasenmeerkatze (C. nictitans)
  - Diademmeerkatze (C. mitis)
  - Silbermeerkatze (C. doggetti), meist als Unterart (C. mitis doggetti) der Diademmeerkatze klassifiziert[6]
  - Goldmeerkatze (C. kandti), meist als Unterart  (C. mitis kandti) der Diademmeerkatze klassifiziert[6]
  - Weißkehlmeerkatze (C. albogularis), nicht allgemein anerkannt[6]
- mona-Gruppe
  - Monameerkatze (C. mona)
  - Campbell-Meerkatze (C. campbelli)
  - Lowe-Meerkatze (C. lowei)
  - Kronenmeerkatze (C. pogonias)
  - Wolf-Meerkatze (C. wolfi)
  - Dent-Meerkatze (C. denti)
- cephus-Gruppe
  - Kleine Weißnasenmeerkatze (C. petaurista)
  - Rotbauchmeerkatze (C. erythrogaster)
  - Nigeria-Blaumaulmeerkatze (C. sclateri)
  - Rotnasen- oder Rotohrmeerkatze (C. erythrotis)
  - Blaumaulmeerkatze (C. cephus)
  - Rotschwanz- oder Kongo-Weißnasenmeerkatze (C. ascanius)
- hamlyni-Gruppe
  - Eulenkopfmeerkatze (C. hamlyni)
  - Lomami-Meerkatze (C. lomamiensis) wurde 2012 beschrieben,[7] der erste Neufund einer Primatenart auf dem afrikanischen Festland seit neun Jahren.
- neglectus-Gruppe
  - Brazzameerkatze (C. neglectus)

Drei weitere, ursprünglich als lhoesti-Gruppe in die Gattung Cercopithecus gestellten Arten bilden in neuen Systematiken die eigenständige Gattung Allochrocebus und die Dryasmeerkatze (C. dryas) gehört seit 2020 zur Gattung der Grünen Meerkatzen (Chlorocebus).